# 屠凱
屠凱（1978年—）是一名中華人民共和國法學家，目前擔任清華大學法學院副教授。專攻為法理学、法律哲学、宪法学、党内法规等。
早年先後在清華大學取得法學士和法學碩士，後來在愛丁堡大學取得法學博士。取得博士回國後也擔任清华大学法学院法政哲学研究所执行所长、中国宪法学研究会理事。

## 著作
- 许章润、屠凯、李一达编：《国家建构与法律文明》，法律出版社2016年版
- 许章润、屠凯编：《文化中国的法意叙事》，法律出版社2015年版